# Ганенко Омелян Петрович
Омелян Петрович Ганенко (варіанти прізвища: Ганненко, Анненко, Анєнко, Аненков) (1880, Ромни, Полтавська губернія (за іншими відомостями, Конотоп, Чернігівська губернія або Кременчук, Полтавська губернія), Російська імперія — 1941, Ухта, республіка Комі, СРСР) — український і російський політичний діяч, революціонер, анархіст, пізніше — есер; за радянських часів — партійний функціонер, державний службовець, жертва політичних репресій під час Великого терору.

## Біографія

### Ранні роки
Омелян Петрович Гененко народився 1880 року в місті Ромни Полтавської губернії(за іншими відомостями, у Конотопі, Чернігівської губернії або Кременчук, Полтавська губернія). Про його дитинство та юність майже нічого не відомо. Школу він не відвідував, проте завдяки вчителю Кременчуцького училища Галацькому засвоїв основи грамотності, загальної історії, історії французької революції, історії культури та цивілізації та розвитку революційного руху в Росії від Пугачовщини до декабристів та "Народної волі". У 1898 р. Омелян опиняється в Катеринославі, де разом із батьком підробляє випадковими заробітками і там же знайомиться з марксистським гуртком Івана Бабушкіна, улюбленця В.Леніна. У 1899-1903 роках вів пропаганду у соціал-демократичних гуртках в Катеринославі, Кременчуці, Миколаєві та Одесі. 

### Революційна діяльність
Ганенка можна охарактиризувати в ранні роки як анархіста, який був у революційних колах поряд із соціал-демократичними гуртками. 
В Одесі він жив на Пересипу (за що отримав своє прізвисько «Михайло Пересипський»), займався революційною пропагандою разом зі своєю подругою «Марусею Пересипською». Працював Омелян слюсарем на великому заводі сільськогосподарських машин Йоганна Гена. Одеська група поєднувала робітників, селян, студентів, учнів. Омелян Ганенко зустрічався з ними під час страйків 1903 року і перейнявся повагою до їхньої активності.

### Есерівський період
У 1903 перейшов до партії соціалістів-революціонерів (есерів). Омелян Петрович із самого початку належав до радикальної лівої її частини, до так званої «Одеської бойової дружини» (Омелян Ганенко вказував, що в 1903 році він вступив до Бойової організації, але це, м'яко кажучи, було прикрашання дійсності, в даний час практично всі члени БО відомі поіменно, за час існування БО в ній навряд чи набереться сотня бойовиків; членом «бойової організації Азефа-Савінкова» так і не став). Безпосередньо у терактах Омелян Ганенко не брав участі, його есери використовували за слюсарною спеціальністю – він виготовляв бомби. Для них були потрібні обладнані примітивні лабораторії та майстерні, в одній з яких працював Омелян. Якщо говорити про політичні крила великої родини есерів, то Омелян Петрович одразу опинився ліворуч. 
Майже відразу після поразки при Ляояні, 24 серпня 1904 року Микола II підписав Указ про заклик на дійсну службу нижніх і офіцерських чинів запасу низки губерній Південно-Західної України для посилення збройних сил Далекому Сході. У тому числі від Одеси потрібно було 9,5 тисяч людей. Одночасно у цих губерніях вводилося воєнний стан. Під час відправлення до Києва при великому зборі народу відбувалося прощання дружин і родичів із запасними. Вокзальна площа була оточена поліцією та військами, на всій станції стояв невгамовний стогін і плач дружин і дітей. Провожаючі, підкріплені робітниками, членами партії есерів, намагалися прорватися до поїзда для прощання, але стримувалися кінними городивими та козаками. Робітники обсипали їх градом цегли. Одному городяну проломили голову, одного козака скинули з коня. Один козак ударом кинутого Омеляном Ганенком каменя був збитий з коня.
Однак есерівський комітет вирішив не влаштовувати демонстрацій, мотивуючи своє рішення екстреними заходами поліції, наявністю військ та відсутністю цільного ядра, здатного протистояти поліції та козакам. Як раніше було з беззубою політикою соціал-демократів під час загального страйку 1903 року, так і тепер, віра Омеляна в есерів похитнулася. Розкидання листівок із закликами «Геть самодержавство! Хай живе війна проти війни!» його не задовольняли, на його думку, момент для масового виступу був сприятливий. І він зі своїми товаришами таки пішов увечері на вокзал, але не дійшов. За кілька хвилин прибули козаки, кінні та піші городові. Козаки погнали натовп по Рішельєвській, городові пробували погнати відокремлених по Рибній, але були відбиті цеглою, і тільки зімкнутий лад козаків звернув у втечу жменю людей за повної відсутності керівників. Цей випадок показав Омеляну, що цегла – не "зброя пролетаріату", потрібні бомби. І він пішов працювати до есерівської лабораторії бомб, за своєю спеціальністю техніка-слюсара...У будинку № 7 по Матроській Слобідці (передмістя Одеси) в січні 1905 р. була виявлена «фабрика» з виготовлення бомб, а в квітні 1905 р. поліція заарештувала всіх причетних до цієї «фабрики» підпільників. Обшук у анархіста, слюсаря з Кишинева, Мойше Черняка (він же Натан Грінфельд, 21 рік) відкрив в його квартирі ще одну подібну «фабрику бомб». По цій справі були заарештовані: Ель-Ілля Коган, слюсар Омелян Ганенко (Аненков),
Володимир Семенцов, Василь Латін, Іван Гніденко (при обшуку в квартирі знайдені бомби і прокламації). Слідством було доведено, що ця «п’ятірка» працювала під проводом В.Меєра і Л.-М. Алешкера. По «справі В. Меєра» був заарештований 20-річний токар по металу, що приїхав до Одеси з Баку, Василь Латін, технік бойової організації, фахівець з виготовлення бомб.... Єгор Сазонов одразу став національним героєм, героєм він був і для Омеляна Ганенка, який не міг і припустити, що вони незабаром стануть товаришами та сокаторжниками... За своїми масштабами Одеський погром набагато перевершує погроми в інших містах, але його Омелян провів за ґратами... 
У січні-лютому 1905 року дві групи анархістів-комуністів знову опинилися за ґратами. Ті, хто залишився на волі, почали планувати загальний страйк, і в березні 1905 р. есери запропонували анархістам об'єднатися для вирішення тактичних завдань. На нараді замість об'єднання есерівська бойова дружина, до якої входив Омелян Ганенко, разом зі зброєю, лабораторією з виготовлення бомб та чотирма готовими бомбами, перекинулася до анархістів. Як би там не було, але поліція виявила лабораторію з анархістською літературою, зброєю та заготовками для бомб, і 29 квітня заарештувала майже всю групу Л. Алешкера: Омелена (Ємельяна) Ганенка (Аненкова), М. Грінфельда (Черняка), В. Латіна, Ф. Файфера, Е. Когана, В. Семенцова, М. Магазінера, яких приєднали до справи Гологірського-Мейєра. За участь у революції 1905 року Ганенка було заарештовано та засуджено Військово-Окружним судом міста Одеси до 4 років каторги з наступним засланням. Каторгу відбував у Акатуйській каторжній в'язниці. Омелян Петрович Ганенко вважався учасником революції 1905 року. Можливо, такий статус давав не лише моральні, а й матеріальні вигоди. Насправді всі основні епізоди революції 1905 року Ганенко просидів в одеській в'язниці.

### Каторга

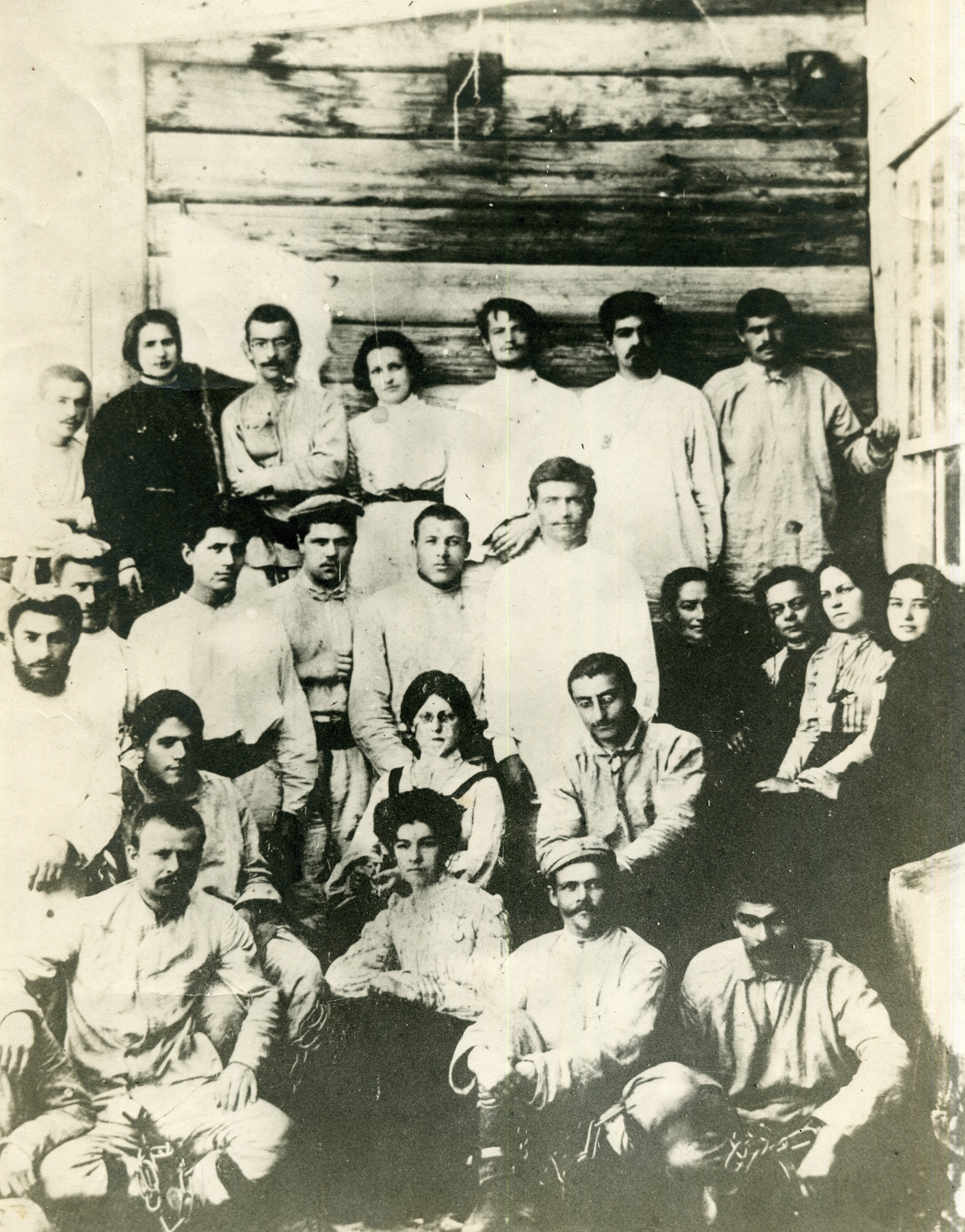
На тюремному етапі в Стрітенську. Архів Омеляна Ганенка

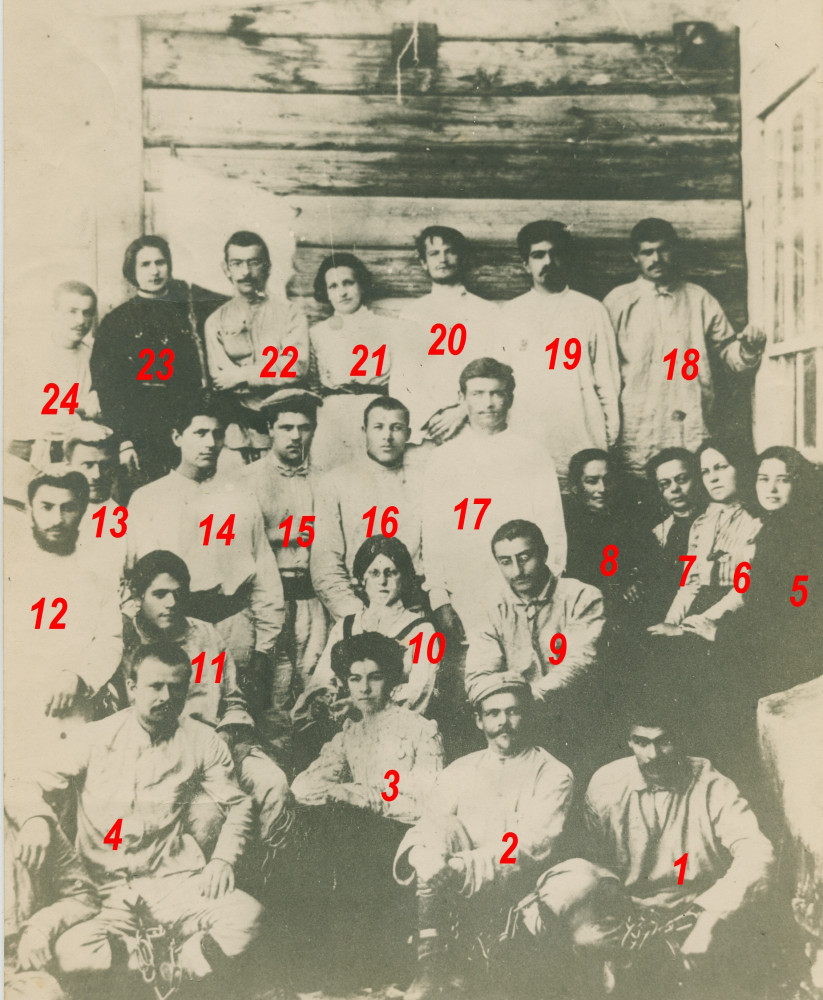
Зустріч каторжан у Стрітенську підчас етапу да Акатуя. 1 – Омелян Ганенко; 2 – Лев Алєшкер; 3- Зінаїда Бронштейн; 4 – Василь Латін; 5 – Ревека Фіалка; 6 – Анастасія Біценко; 7 – Лідія Єзерська; 8 – Лія Бронштейн; 9 – Прош Прошьян; 10 – Марія Спіридонова; 11 – ?; 12 – Фрідріх Файфер; 13 – ?; 14 – Натан Грінфельд; 15 – ?; 16 – Іван Ошко; 17 – Сергій Панов; 18 – Ізраїль Кунін; 19 – ?; 20 – ?; 21 – Олександра Ізмайлович; 22 – Мойсей Магазінер; 23 – Марія Школьнік; 24 – ?. Архів Омеляна Ганенка.

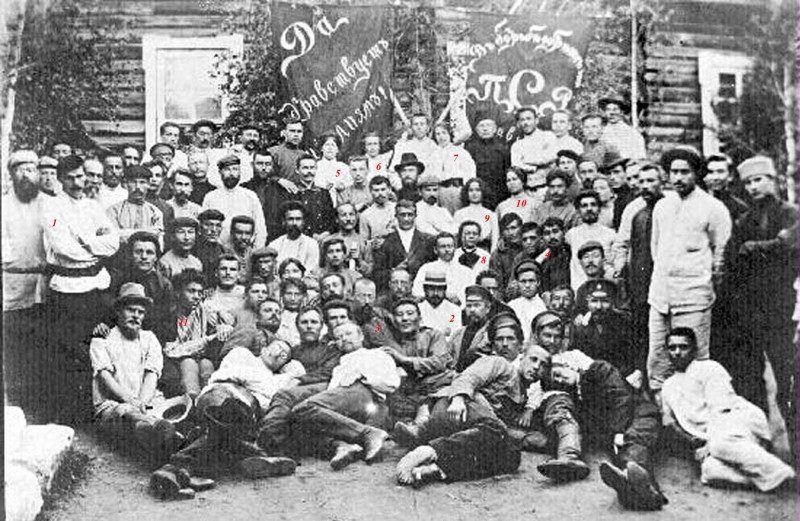
Зустріч каторжан в Акатуї, 1906

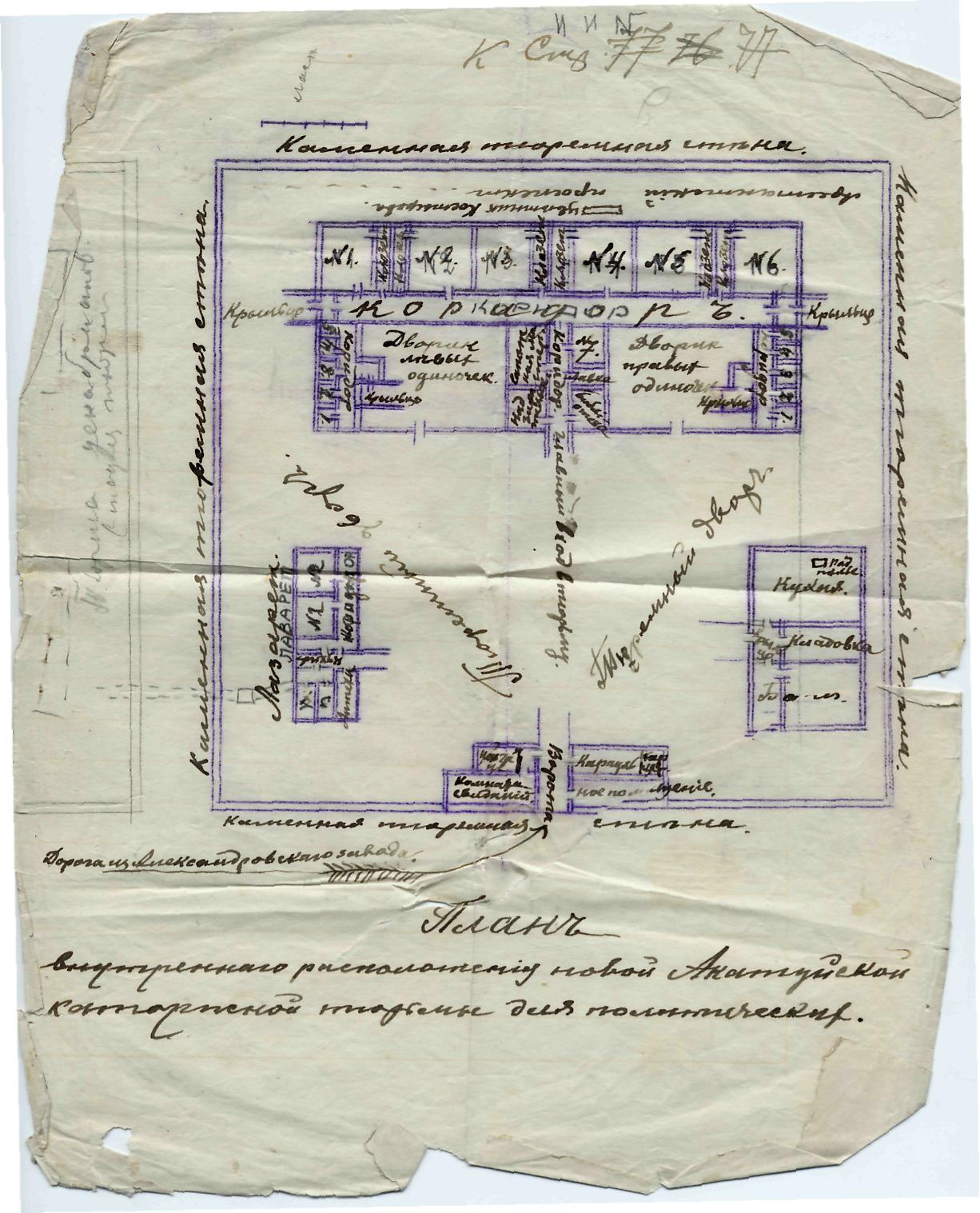
План Акатуйської тюрми. Копія з архіву О.П. Ганенка

#### Етап
На каторзі простий хлопець-робітник, анархіст і есер Омелян Ганенко увійшов до кола найзнаменитіших на той час терористів. Навесні 1906 р. партію одеських анархістів і есерів, у компанії з карними злочинцями, засудженими за пограбування та вбивства на каторжні роботи, відправили по етапу до Центральної пересильної «Бутирки» (Бутирської в'язниці). Серед них був і Омелян Ганенко, у той період – анархіст. Так само, як в Одеській в'язниці, режим у Бутирках 1906 року був досить м'яким. Дозволялося вдень ходити всіма коридорами, камерами, в кубову, двері замикали тільки на ніч. З ранку до вечора всі ув'язнені були на вікнах, перемовляючись між собою, з жіночими одинаками та окремим корпусом, де сидів Є. Ганенко. Розмовляти один з одним через вікна наглядачі не заважали, тому не тільки весь час йшли розмови, а й читалися кимось уголос свіжі газети, робилися й обговорювалися доповіді, оголошувався гумористичний журнал, що видається у в'язниці. Лідія Єзерська, Марія Школьнік, Олександра Ізмайлович та Ревека Фіалка якраз у цей час сиділи в одиночках загального корпусу, Марія Спірідонова – у Пугачівській вежі, Анастасія Біценко – у Поліцейській вежі. Так Омелян познайомився з жінками-терористками, про що згадувала згодом Ізмайлович.
У червні всіх жінок відправили до Сибіру, і вони проходили під вікнами в'язниці, які супроводжували привітання, революційні пісні та червоні прапори, вивішені з вікон камер. Незабаром, слідом за ними, вирушив по етапу до Акатуя та Омелян Ганенка з товаришами. По прибуттю до Акатуйської каторжної в'язниці Омелян Ганенко втретє зустрівся зі знаменитими терористками. Перший раз це сталося в Бутирках, другий вони перетнулися на етапі в Стрітенську. Етап Ганенка, який складався, здебільшого, з одеситів–анархістів та есерів, пішов із Бутирської пересильної в'язниці одразу після Марії Спіридонової з подругами. Жінки затрималися зі Срітенську майже на два тижні, а етапники з Ганенком вирушили до Акатуя наступного дня, так що вони прибули до Акатуй раніше за жінок і змогли брати участь в урочистій зустрічі каторжанок. Спочатку в Акатуї трималися в основному карні злочинці, але, у зв'язку з кількістю політичних каторжан, що збільшилася, під час революції 1905 р., карних злочинців перевели в інші в'язниці. Партію цих карних злочинців етап Ганенка зустрів у Стрітенську.

#### Акатуй
Каторга в Акатуї перед прибуттям Ганенка швидше нагадувала "санаторій". У в'язниці діяло самоврядування, старостою ув'язнені обрали дворянина Петра Олександровича Куликовського. 
Найбільше у в'язниці було есерів (близько 30 осіб), одеські анархісти та кілька соціал-демократів (есдеків). Але основну частину становили безпартійні учасники сибірського залізничного страйку: робітники, інженери, техніки, залізничні та поштові службовці, лікарі, вчителі та ін., що проходили за так званою «Читинською справою» 1906 р; їх засуджено майже всіх до смертної кари і вічну каторгу. Окрему "команду" складали уральські козаки, які на хвилі 1905 р. увірвалися до Акатуйської в'язниці та звільнили матросів із судна «Прут», які брали участь у Севастопольському повстанні. Матросів не розшукали, а їхнє місце у в'язниці зайняли "визволителі". Загалом публіка була найрізноманітніша, вони групувалися за інтересами та партійною приналежністю, а Омелян Ганенко як би виявився одночасно есером та анархістом.
Таким чином, за час каторги друзями Ганенка стали Марія Спіридонова, Олександра Ізмайлович, Анастасія Біценко, Марія Школьнік, Ревека Фіалка, Петро Сидорчук, Петро Куликовський, Єгор Созонов, Григорій Гершуні (втік 1906 року з каторги), Прош Прошьян, Лідія Єзерська, Петро Карпович, Сергій Панов і багато інших.

Свій тюремний "архів" Омелян Ганенко зберігав як велику історичну цінність до кінця життя, і це йому відплатилося арештом у 30-ті роки як за "есерівщину".

#### Втеча
У 1910 році вийшов на поселення в Забайкальській області, але того ж року втік із заслання і деякий час працював у підпіллі у Москві та Одесі. Поліція мала інформацію про те, що у травні–червні 1908 р. в Катеринославі діє група анархістів, яка володіє значними грошима та технікою, серед керівників групи були втікачі з каторги Омелян Ганенко та І.Новіков, проте 1908 року Ганенко ще був на каторзі.
Наприкінці 1910 р. відправлений з Росії у розпорядження закордонного бюро ЦК партії есерів. Після зустрічі у Відні з Б.Савінковим виїхав до Парижа, з Парижа його відряджено до Лондона до Чайковського. З цього часу кочував закордонними портами, де були стоянки військових російських суден закордонного плавання, проводячи агітацію серед матросів. 
На початку 1912 р. знову переїхав до Парижа. Тут працював слюсарем-механіком на різних заводах (автомобільно-авіаційні заводи "Рено", завод механічних автоматів, олівцева фабрика Фабера та інші), брав участь у страйковому русі французьких робітників, за що кілька разів заарештовувався французькою владою.

### Спроба вступу до Бойової організації
У березні 1911 р. на паризькій квартирі есера-терориста Бориса Бартольда зустрілися товариші по Акатую, які втекли з заслання - Омелян Ганенко та Петро Сидорчук. Борис Савінков якраз тим часом намагався відродити Бойову Організацію, зруйновану викриттям провокатора Євно Азефа. Людей у БО залишилося зовсім мало. Допомагав Савінкову акатуєць Петро Карпович, який раніше втік з поселення. Він навіть їздив до Росії у пошуках гідних кандидатів, але безрезультатно. Мода на жертовний тероризм у суспільстві почала спадати. І тут сама доля підкинула Савінкову двох перевірених та загартованих бійців: Сидорчука та Ганенка. Загалом, перед приїздом Сидорчука та Ганенка до БО було 9 осіб. Декілька днів вони жили у Бартольда, вникаючи у стан справ партії есерів та міжнародну обстановку. В цей час господар виправляв їм нові та майже справжні паспорти: Сидорчуку на ім'я Андрія Вадимова, а Ганенку – на ім'я Михайла Рогальського. З цими паспортами вони вирушили поїздом до Італії, в Каві-ді-Лавані на Лігурійському узбережжі, де була невелика російська колонія і жив Борис Савінков... 22 квітня вони перетнули Французько-італійський кордон. У містечку Вентимілья «Перм'як» видав Сидорчука італійській поліції, і того заарештували за незаконне носіння зброї. Є. Ганенко поїхав далі, і, як він сам писав згодом, «вступив у повне розпорядження бойової організації – Савінков, Карпович, Клімова... Туди ж вирушив «Перм'як», який потім прожив у Каві-ді-Лаванні більше року, потоваришував з багатьма есерами, та постачав інформацією російську охоронку. Він також передавав в охоронку фотографії російських емігрантів, тому агенти чудово знали, що Андрій Вадимов = Петро Сидорчук, Михайло Рогальський = Омелян Ганенко, Валентина Корсунська = Наталія Клімова. Через ці фотографії охоронка в листуванні часто називала «Пермяка» фотографом. 

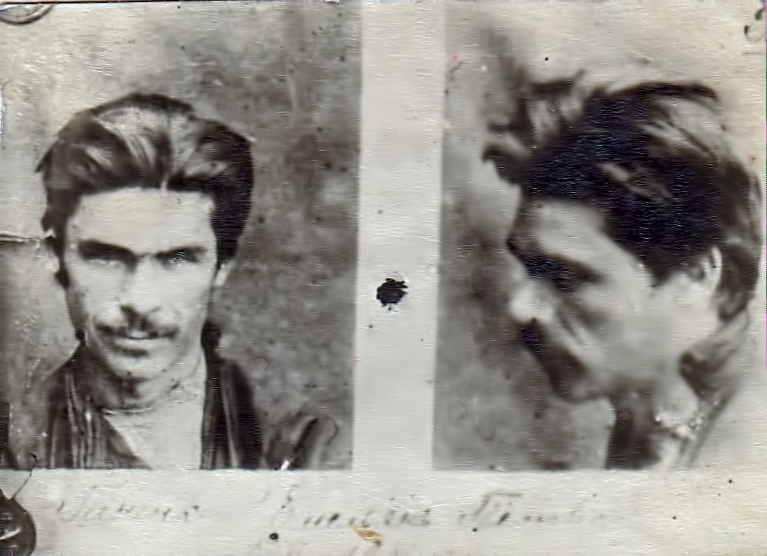
Омелян Ганенко (фото з картотеки департаменту поліції)

Розпуск БО вразив Ганенка, про що він згадував через багато років. Проте смерть Петра Сидорчука поставила крапку в історії Бойової організації. На похороні в Каві були присутні багато відомих політиків, у тому числі Віктор Чернов і Савінков. У Італії Ганенкові робити більше нічого, і, разом з другом Карповичем, він вирушив до Англії до Фундамінського.

### Поверненення до радянської Росії
У Парижі одружився з Марією Густавівною (Августівною) Александрей. Тут у них народилося троє синів: Віктор, Костянтин та Олексій. 
Після лютневої революції 1917 року повернувся з еміграції до Росії, пробув кілька місяців у Петрограді, і з мандатом ЦК партії есерів на початку серпня 1917 року спрямований на революційну роботу в Україну, спочатку до Харкова, потім до Полтави. Трохи згодом до нього приєдналася вагітна Марія Густавівна з величезним скарбом та трьома дітьми. 
У 1918 р. був членом Полтавського губернського Військово-революційного комітету від лівих есерів, потім членом ЦВК Радянської України до приходу німців. У період німецької окупації з початку 1918 року є членом Реввійськради Південно-Західного фронту Червоної Армії. У цей період він був одним із організаторів придушення лівоесерівського заколоту Муравйова. Наприкінці літа 1918 спрямований на організацію підпільної роботи на території, зайнятій повсталими чехословацькими частинами. Після арешту чехословаками, з-під якого йому вдалося втекти, переходить на підпільну роботу до Києва (окупованого тоді німцями), де залишається до захоплення Полтави частинами Червоної Армії. У липні 1919 р. призначається членом військово-революційного комітету Полтави.
1919 року після вступу українських лівих соціалістів-революціонерів до комуністичної партії Ганенко також стає членом КП(б)У.

Протягом наступних двох років до 1921 р. працював у Полтаві, обіймаючи різні посади: голова Губсобезу, голова Губнаробразу, голова ГубРКІ.

### Педагогічна діяльність
«Трудова колонія для малолітніх правопорушників ім. М.Горького», спочатку – Полтавська, а потім – Харківська. Її засновниками були дві людини, одна з яких канула в невідомість, а друга набула світової слави. Першим був завідувач Полтавського губнаробразу Омелян Петрович Ганенко, а другим – педагог та письменник Антон Семенович Макаренко. Можливо, ми ніколи про це не дізналися б, якби сам Макаренко в робочих записах до повісті «Педагогічна поема» не вказав Ганенка як прототип Черненка, голови Полтавської РКІ (Робочо-селянська інспекція, Рабкрін). 

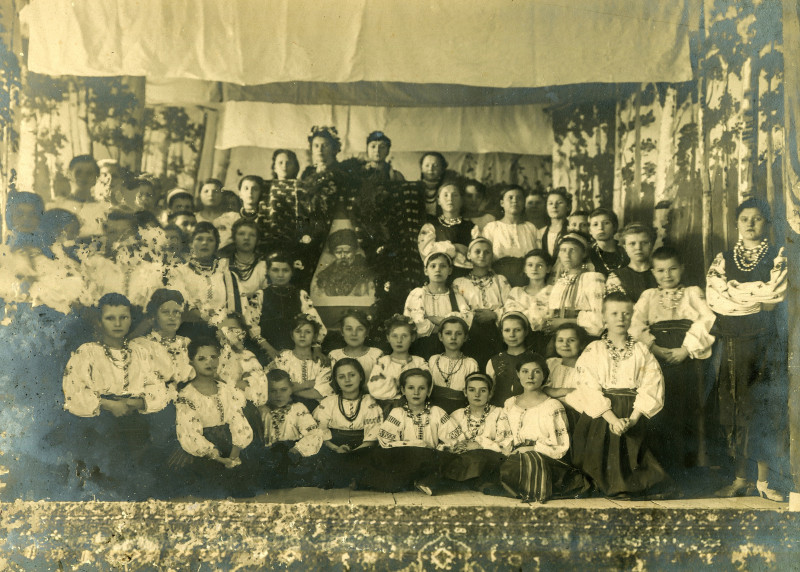
Група дітей-артистів і співаків дитячого притулку в Полтаві. 17.03.1920. Шевченківські дні
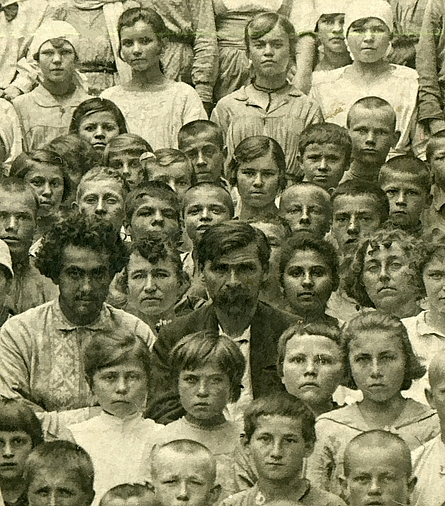
Омелян Ганенко з вихованцями притулку-інтернату
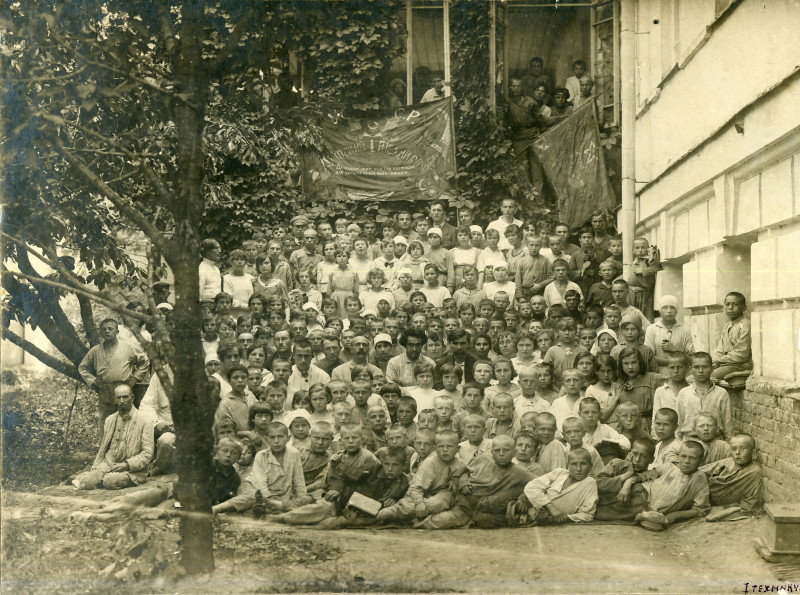
Дитячий технікум і його куратор Омелян Ганенко, 1922

Після переходу Полтавської губернії під владу більшовиків у 1920 році Полтавський губвиконком утворив «Надзвичайну комісію захисту дітей», із шести осіб, до якої увійшли В.Г.Короленко, голова губвиконкому та О.П.Ганенко. У веденні комісії захисту дітей перебували всі дитячі установи – дитячі будинки, притулки, колонії, технікуми, Будинок для розумово-відсталих дітей, Школа сліпих дівчаток, Школа глухонімих дітей та дитячий колектор–розподільник. Дружина Омеляна Петровича, Марія Густавівна, працювала завгоспом у колекторі, куди надходили діти на кілька тижнів, до того, як комісія у справах неповнолітніх визначала їхню подальшу долю. Дітям надавали психологічну допомогу, годували, відмивали, стригли, намагалися прищепити елементарні навички поведінки у суспільстві. З цього колектора й узяв Макаренка перших дітей у свою колонію.

#### «Педагогічна поема»
Омелян Петрович виявився ініціатором організації дитячої колонії для правопорушників. З цієї події розпочинається документально-художня повість А.С. Макаренка «Педагогічна поема». Восени 1920 року Ганенко викликав до себе заступника начальника відділу трудових колоній при Полтавському губнаробразі Антона Семеновича Макаренка і запропонував йому очолити колонію для малолітніх злочинців з метою виховання «нової людини». У повісті перший розділ називається «Розмова із завгубнаробразом». Колонія називалася не була інтернатом для звичайних безпритульних, а саме для злочинців, яким замість колонії загрожувала б в'язниця. О.П. Ганенко у 1920 – 1922 роках поєднував посади завідувача Губнаробраза та голови РКІ (Робітничо-селянської інспекції). А.С. Макаренко в повісті розділив ці посади між двома людьми, причому завгубнаробразом він залишив без прізвища, а Омеляну Петровичу дав прізвище Черненка. Але опис зовнішності і манера висловлюватися свідчать про те, що йдеться про одну й ту саму людину. Характерно революційним процесом було призначення Ганенка, котрий ніколи не навчався навіть у початковій школі, на посаду керівника системою освіти цілої губернії.
Черненко у повісті присвячено багато теплих сторінок, а німецький дослідник життя та творчості Макаренка, Гьотц Хілліг зазначає, що Черненко – один із найсимпатичніших персонажів повісті. Омелян Петрович навіть видав характеристику Макаренка для вступу до Московського інституту організаторів народної освіти, де написав, що Губнаробраз рекомендує тов. Макаренка як енергійного, здібного та знаючого працівника-організатора. Незважаючи на завантаженість на двох посадах (насправді, на трьох-чотирьох), Ганенко знаходив час стежити за колоністами, приїжджав до колонії, надавав різноманітну допомогу, виділяв коней, будматеріали, фінансування та ін.
А Омелян Петрович, певне, зрозумів, що сфера педагогіки – не його, і пішов із Наробраза. Він пішов на підвищення, і його перевели до Харкова 1923 року, який тоді був столицею Радянської України.

### Життя в Харкові
1921 року прямує до Харкова, і працює у господарських організаціях: головою правління Доброфлоту, членом колегії Наркомзовнішторгу, членом правління Донвугілля. У цей час є заступником голови Всеукраїнської Ради Товариства Політкаторжан, членом редколегії журналу «Шляхи революції». Член Укрекспортхліба (1924) .
1925 року відбулася зустріч старих знайомими з каторги, у тому числі з Анастасією Біценко, Ревекою Фіалкою на ювілейній зустрічі Нерчинського земляцтва, вони увійшли до Центральної ради товариства політкаторжан.

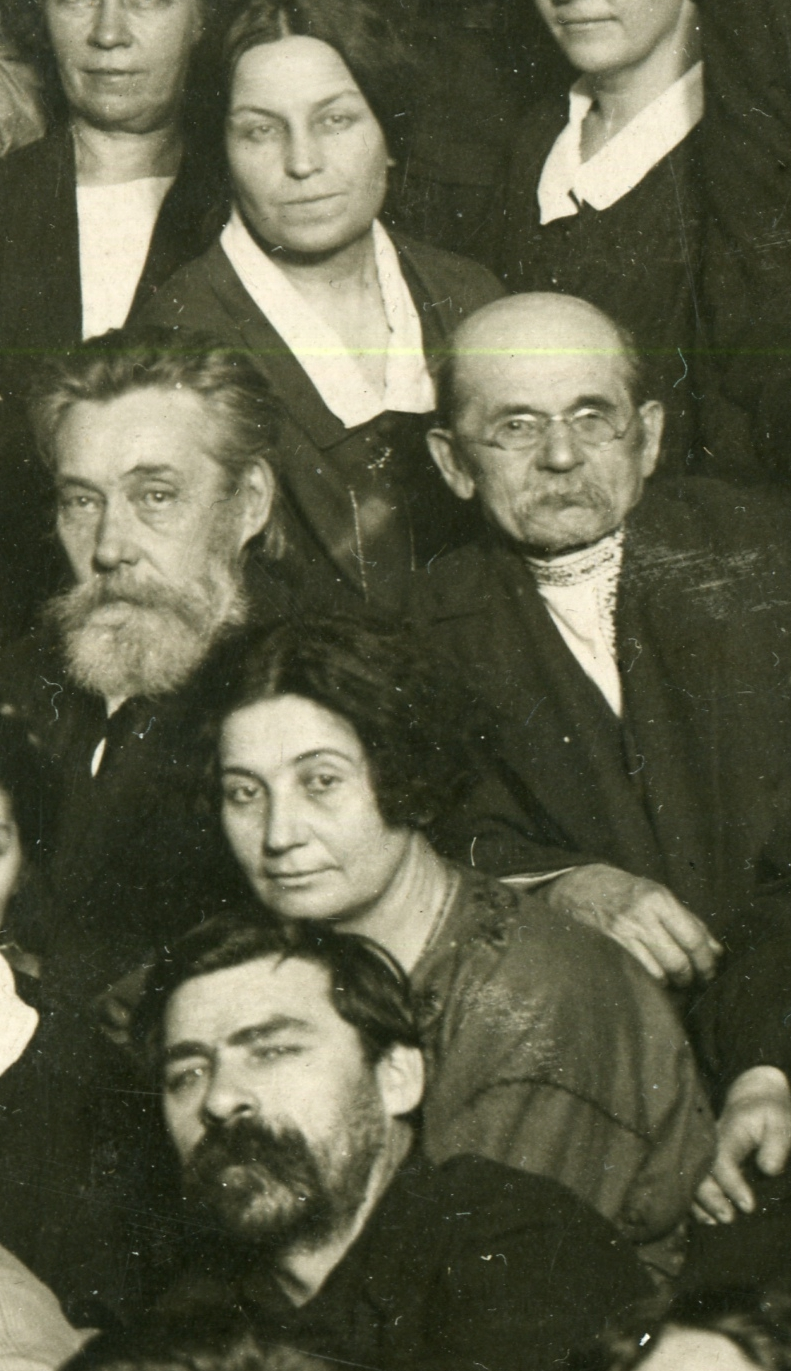
Анастасія Біценко й Омелян Ганенко на зустрічі колишніх політкаторжан, 1925
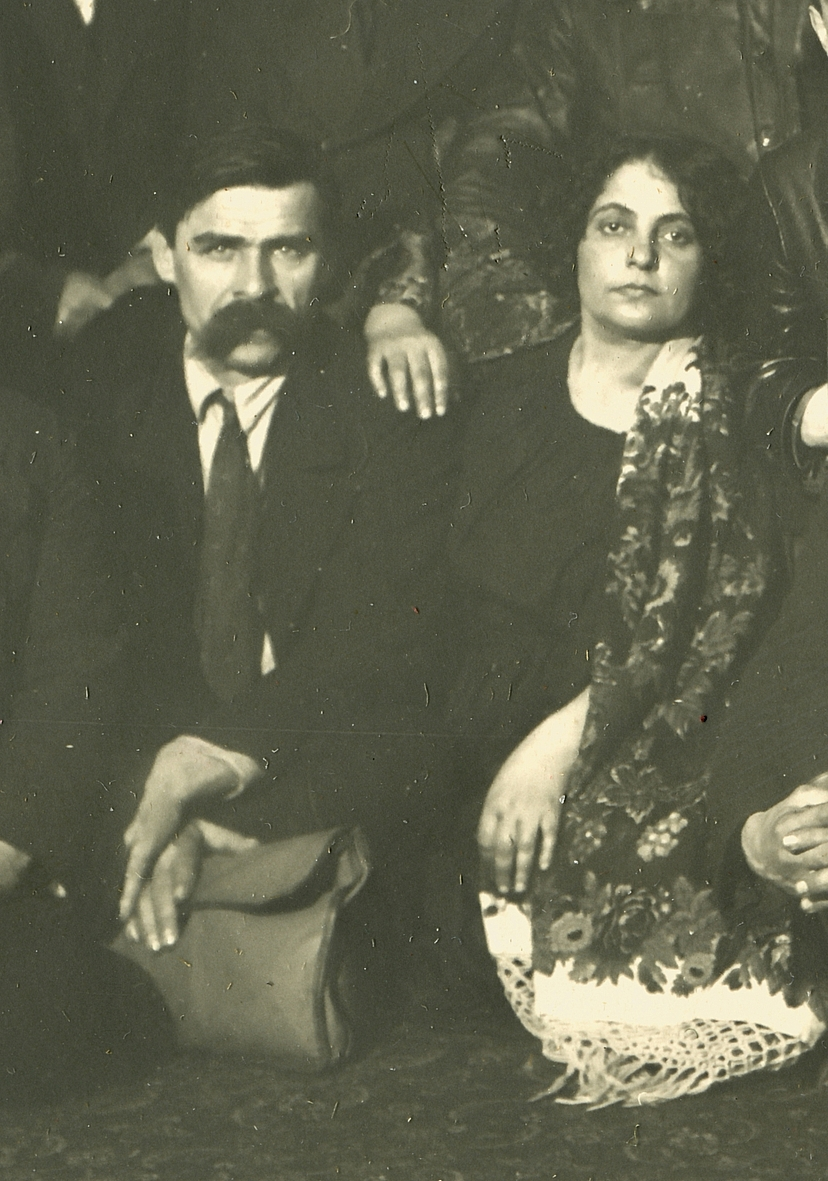
Ревека Фіалка й Омелян Ганенко на зустрічі колишніх політкаторжан, 1925

#### Виключення з партії
У 1927 році виключений із партії за «побутове розкладання, що виразилося в систематичному пияцтві та неетичних вчинках щодо деяких відповідальних працівників». За спогадами родичів, Омелян Петрович пив у шинках, і, напившись, починав прилюдно сварити своїх товаришів по партії. Після цього його було знято з усіх посад, і він працював слюсарем-механіком на різних підприємствах Харкова.

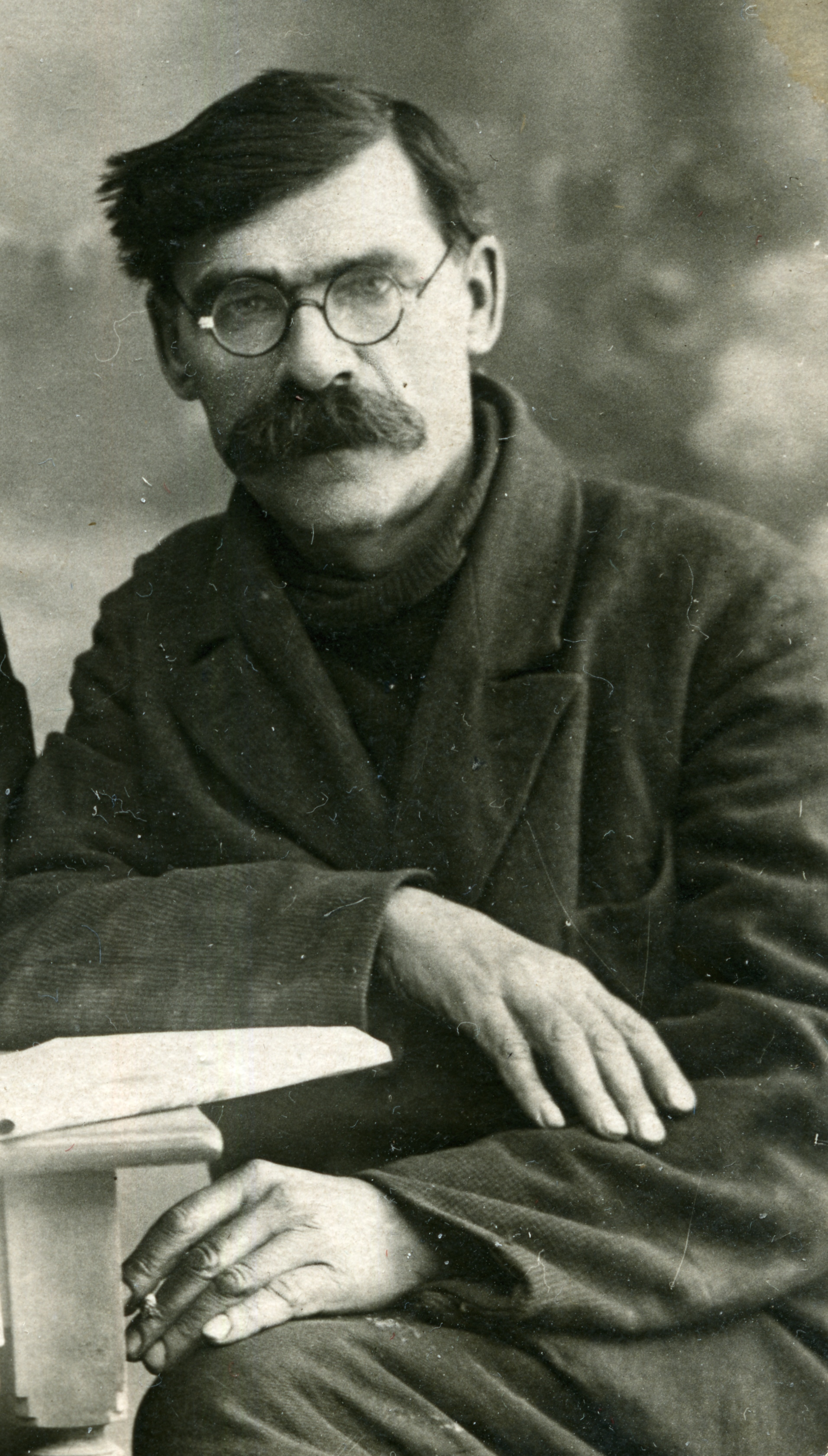
Ганенко Омелян Петрович, кінець 1920-х - початок 1930-х

### Арешт
28 березня 1933 року Омелян Петрович Ганенко, колишній професійний революціонер, колишній член КП(б)У, колишній член ЦВК Радянської України, а нині безпартійний роботяг–п'яниця, заарештований та поміщений до слідчого ізолятора ГПУ УРСР м.Харкова, на Холодній горі. За доносом керівників Товариства колишніх політкаторжан 1933 року Омелян Ганенко був заарештований і близько року перебував під слідством. 

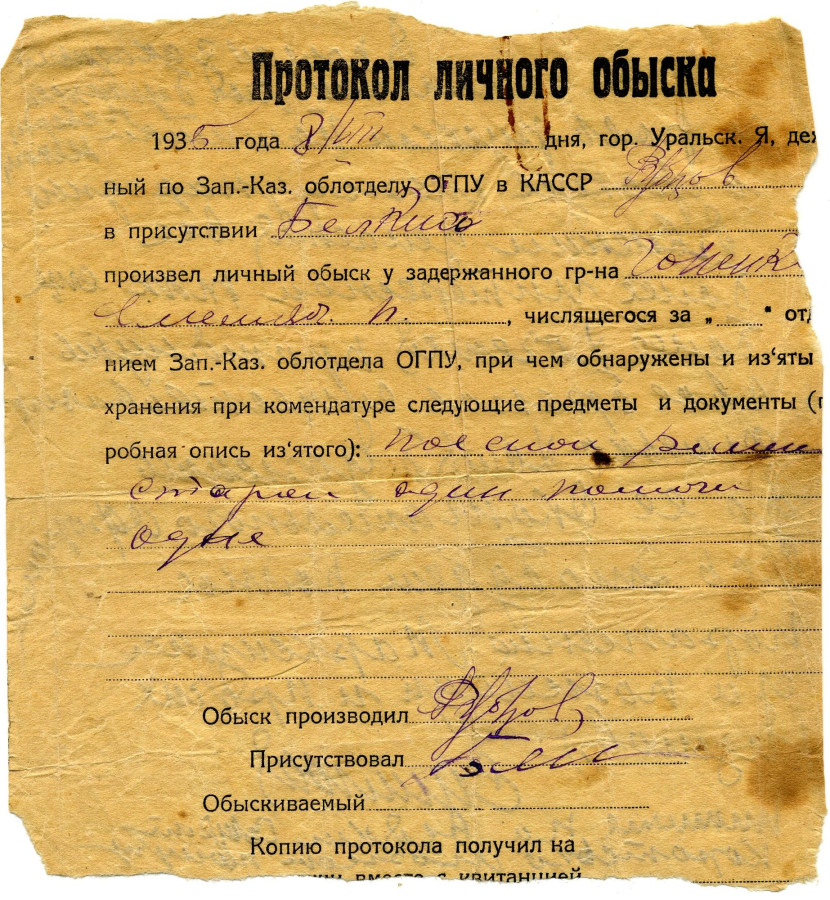
Протокол обшуку Омеляна Петровича Ганенка, 1933
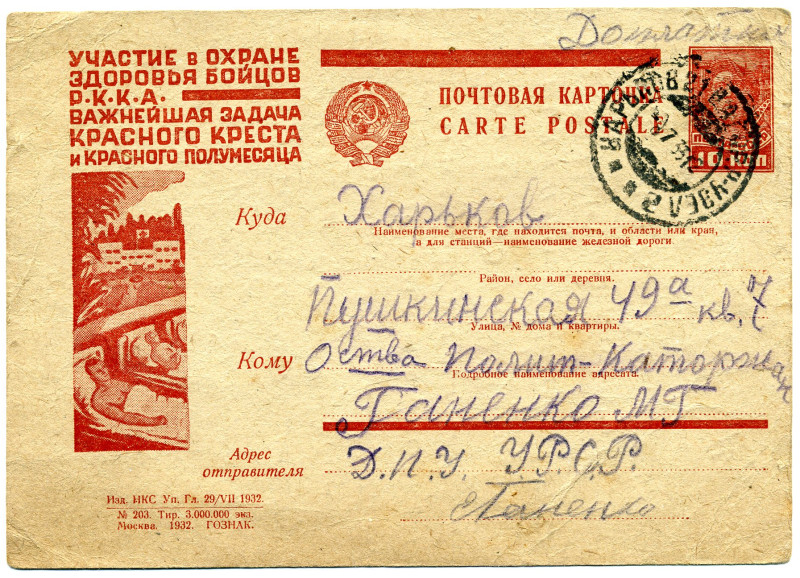
Лист Омеляна Ганенка дружині Марії з таборів ГУЛАГУ, 1933

Спільно з іншими особами, колишніми «червоними партизанами», він йшов по сфабрикованій УНКВС справі про «терористичну контрреволюційну діяльність та підготовку повстання проти Радянської влади». Основу справи становило есерівсько-троцькістське минуле членів фіктивної групи «Союз червоних партизанів». 1934 року слідчий ГПУ допитував Ганенка про його зв'язки з Броуном-Ракітіним, намагаючись пристебнути його до троцькістів. Омелян Петрович у зв'язках зізнався, але троцькізм категорично заперечував. Ганенку було пред'явлено звинувачення за 54 статтею КК УРСР про терористичну контрреволюційну діяльність та підготовку повстання проти Радянської влади, за якою Омеляна Петровича судили в Одесі в 1906 р. і засудили до 4 років каторги.
1933 року О.П.Ганенка залучили на підставі показань його гарного знайомого по Полтаві – Івана Федорченка, колишнього командира партизанського з'єднання у 5–6 сотень шабель, що воював із німцями у 1918 році. Федорченко дав свідчення про те, що 1926 р. намагався створити «Союз червоних партизанів» або «Священний союз партизанів», а 1927 р. очолював троцькістську групу колишніх партизанів. 1933 р. Колегія ГПУ УРСР засудила його у складі групи з 30-35 осіб, куди увійшов і Ганенко. Омелян Петрович опинився у компанії «червоних партизанів» (яким він не був), бо у 1928-29 роках він приїжджав до Полтави у відрядження у виробничих справах, за обладнанням для трикотажної фабрики, де працювала його дружина. Там він зустрічався з Федорченком та іншими старими знайомими, там і потрапив у поле зору ГПУ.
Ганенка допитували щодня, по кілька годин вранці та ввечері, проте тортур не застосовували. Втім, для колишнього революціонера, відданого ідеалам соціалізму, саме звинувачення у тому, що він є ворогом пролетаріату, було катуванням, ці допити таки промили Омеляну мізки. Він обрав для захисту своєрідну тактику. На звинувачення у зберіганні есерівської та троцькістської літератури, Омелян Петрович відповідав, що збирав її для відновлення історичних подій у своїй пам'яті, передбачаючи у майбутньому написати свої спогади. Звинувачення навіть для тих років було настільки безглуздим, що вирок трійки ГПУ УРСР виявився надзвичайно м'яким — лише адміністративне заслання в Казахстан, місто Уральськ на 3 роки. Абсурдність і фіктивність справи «червоних партизанів» була настільки очевидною, що до 1939 р. більшість з них звільнили та повністю реабілітували. Однак це не торкнулося Є. П. Ганенка, оскільки в 1935 р. його знову заарештували у іншій справі, сфабрикованій вже Уральським НКВС за занадто гостру мову і буйний характер, і провів два роки в Уральській в'язниці. Засуджений Верховним судом СРСР за ст.58-10, 58-11 КК РРФСР на 5 років позбавлення волі (за іншими даними - на 10 років).
Найкраще, уявлення про чергову кризу ментальності дадуть власні нотатки Ганенка, написані ним у в'язниці в день свого народження 7.09.1933, під впливом сентиментальності, яка спонукала його до філософствування.
|  | «Двадцять років тому, коли мені доводилося дискутувати з анархістами, як я іноді обурювався! Я ладен був рвати кожному горло, хто дозволяв будувати припущення, що другого дня після перемоги в цивільній бойні пролетаріат складе свою зброю перед міщанським прошарком. Ні, я не міг цього зрозуміти. І зараз для мене це дико, але, очевидно, це факт». |

З 1937 по 1941 р. Омелян Петрович провів у різних таборах ГУЛАГу НКВС. Помер у 1941 р в Ухті за нез'ясованих обставин.
У 1963 р. реабілітований Верховним судом СРСР за відсутністю складу злочину.

### Родина
- Батько — Петро Ганенко (? - ?) — у 1898 р. опиняється в Катеринославі, де разом із сином підробляє випадковими заробітками.

- Дружина — Марія Густавівна Александрей (Ганенко)  — латишка[30], народилася у численній родині Густа Александрея (1831 - 1897)[31] та його дружини Едди[32] у містечку Валка. В юності вона поїхала до Франції, жила в Ніцці та Парижі. Там закохалася в російського каторжника, політемігранта, терориста, революціонера Омеляна Петровича Ганенка та народити йому трьох синів. Але революція поламала і це життя. Омелян Петрович кинувся у Росію робити революцію, залишивши сім'ю у Парижі. Але це не зупинило Марію Густавівну. Вагітна, з трьома малими дітьми, вона зібрала весь свій скарб, включаючи меблі, з Парижа через Лондон виїхала 1917 року до Росії та приєдналася до чоловіка у Полтаві. У Полтаві вона народила дочку Тамару, яка невдовзі померла від висипного тифу. Після бурхливих перипетій громадянської війни, партія у 1924 році направила Омеляна Петровича на відповідальну роботу до Харкова, та Марія Густавівна з дітьми поїхала разом із ним, де прожила да старості.

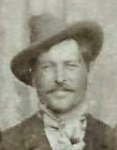
Густ (Густав) Александрей
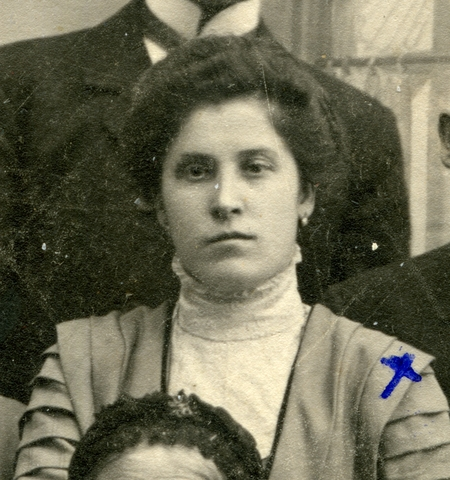
Марія Густавівна Ганенко (Александрей)
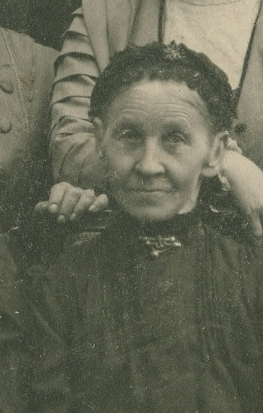
Едда Александрей

- Син — Віктор Омелянович Ганенко (1913, Париж - 1983, Харків)[33]
- Син — Костянтин Омелянович Ганенко
- Дочка — Тамара Омелянівна Ганенко (1917, Полтава?) — померла від висипного тифу.

- Син — Олексій Омелянович Ганенко (1915, Париж - 1979, Харків)[34]
  - Онучка — Галина Олексіївна Ганенко
  - Онучка — Олена Олексіївна Ганенко
    - Зять, чоловік онучки — Юрій Григорович Марченко [35] — письменник, блогер, головний біограф Омеляна Ганенка та видавець його листів і архіву[3].

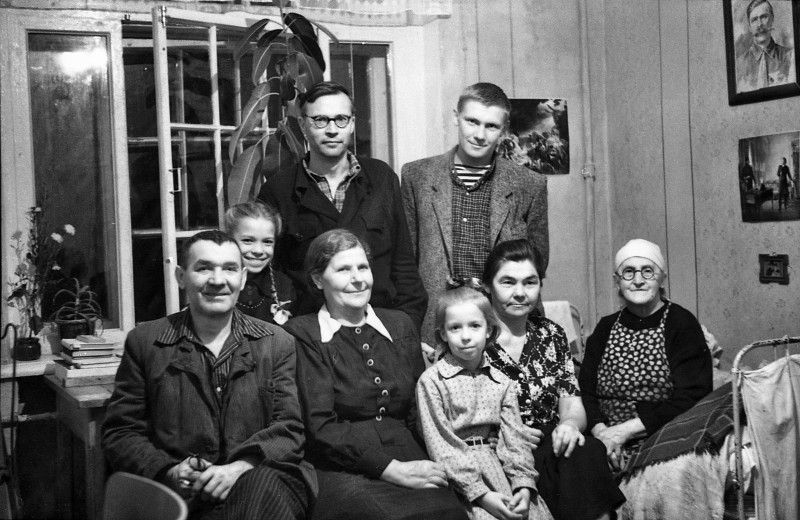
Сім'я Ганенків - на стіні портрет Омеляна Ганенка
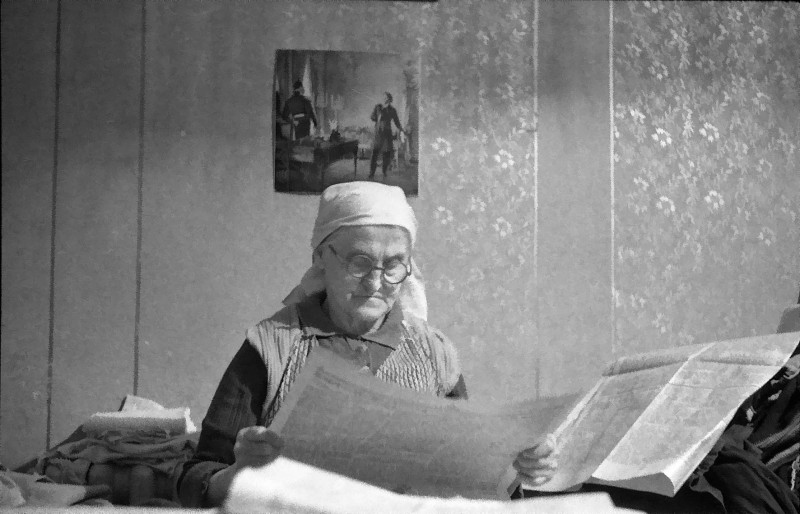
Марія Густавівна Ганенко читає газету